# Heteromysis nouveli
Heteromysis nouveli is een aasgarnalensoort uit de familie van de Mysidae. De wetenschappelijke naam van de soort is voor het eerst geldig gepubliceerd in 1969 door Brattegard.